# ジム・ミラー (編集技師)
ジム・ミラー（Jim Miller）は、アメリカ合衆国の編集技師である。

## 人物
ポール・ルベルと共にマイケル・マン監督の『コラテラル』を編集し、アカデミー編集賞にノミネートされた。
シカゴで生まれ、テレビコマーシャルなどの編集技師としてキャリアを始める。その後ロサンゼルスに移り、『Alice in Wonderland』、『Two Fathers』などテレビ映画の編集を始める。
初めて映画にクレジットされたのは『ブレックファスト・クラブ』（ジョン・ヒューズ監督、1985年）であり、ベテラン編集技師のデデ・アレンアシスタント・エディターであった。